# Coryphomys buehleri
Coryphomys buehleri là một loài động vật có vú trong họ Chuột, bộ Gặm nhấm. Loài này được Schaub mô tả năm 1937.